# Thomas Was Alone
Thomas Was Alone est un jeu vidéo indépendant de plates-formes créé par Mike Bithell, originellement sorti en octobre 2010 en tant que jeu par navigateur basé sur la technologie Adobe Flash. Le jeu est ensuite complété et sort sur Windows et OS X en juillet 2012. La version PlayStation 3 et PlayStation Vita avec du nouveau contenu sont publiées en avril 2013, alors que la version Linux est publiée au moment de l’inclusion du jeu dans The Humble Indie Bundle 8 en mai 2013. Le jeu sort ensuite sur iPad en mai 2014 et pour les autres appareils iOS et Android en juillet 2014. Il est aussi publié sur Xbox One, PlayStation 4 et Wii U en novembre 2014.
Dans le jeu, le joueur contrôle un ou plusieurs rectangles représentant plusieurs intelligences artificielles hors de contrôle, utilisant leurs formes et capacités individuelles pour atteindre leur point de chute à la fin de chaque niveau. Chaque personnage est identifié par un nom et une personnalité, dont le héros éponyme Thomas. Les pensées des personnages sont rendues par le biais du narrateur, joué par l’humoriste britannique Danny Wallace, dont la performance a valu au jeu un prix aux British Academy Video Games Awards.

## Système de jeu
Thomas Was Alone se déroule à l'intérieur d'un ordinateur central, où un "Événement" inconnu a provoqué des algorithmes d'intelligence artificielle à devenir hors de contrôle et à développer une personnalité. Chaque unité est représentée par une simple forme colorée ; le personnage éponyme du jeu est un rectangle rouge. Toutes les formes peuvent se déplacer de droite à gauche et sauter, mais la hauteur de ces sauts peut être restreinte en raison de leur aspect. Chacune d'elles possède également une capacité unique, comme l'une pouvant flotter sur l'eau. Quand le joueur a accès au moins à deux de ces formes, il peut alterner entre elles et les contrôler une après l'autre. 
Même si les formes ne sont pas directement audibles, le narrateur décrit les personnalités et pensées de chaque personnage au cours du jeu. 
L'objectif du jeu est de diriger les formes à des points de sortie spécifiques à chaque forme, de façon à ce qu'elles y soient toutes simultanément. Cela requiert la plupart du temps de faire collaborer les formes entre elles pour y parvenir. Une forme qui ne peut pas sauter très haut peut être aidée en créant un escalier à partir des autres formes pour l'aider à atteindre un point plus haut. Si elle est flottante, elle peut servir de bateau pour les autres. Une forme peut être perdue à cause de plusieurs dangers, mais elle réapparaitra au début du niveau, ou à un point de contrôle si elle l'a dépassé. 
Chaque niveau comprend dix sous-niveaux. À presque chaque niveau, un nouveau personnage est introduit.

## Accueil
- Canard PC : 6/10[2]